# Orthemis sulphurata
Orthemis sulphurata is een libellensoort uit de familie van de korenbouten (Libellulidae), onderorde echte libellen (Anisoptera).
De wetenschappelijke naam Orthemis sulphurata is voor het eerst geldig gepubliceerd in 1868 door Hagen.